# Rockin' Roll cu Judy Jetson
Rockin' Roll cu Judy Jetson (engleză Rockin' with Judy Jetson) este un film de televiziune animat produs de Hanna-Barbera pentru sindicare, făcând parte din seria Hanna-Barbera Superstars 10. Filmul are la bază serialul animat Familia Jetson.
Acesta a rulat și în România pe Cartoon Network (în cadrul lui Cartoon Network Cinema) și mai apoi pe Boomerang (în cadrul lui Boomerang Cinema).

## Despre serial
Judy Jetson și prietenele sale se duc la concertul lui Sky Rocker, un mare star de rock'n'roll, deși tatăl ei nu o lasă. Judy de abia a scris un nou cântec și dorește să îl dea lui Sky. Între timp, regina malefică a spațiului Felonia Funk e liberă să distrugă muzica și își trimite acoliții, Quark și Quasar, să dea comandantului Comsat un mesaj ce conține un cod ce o va ajuta pe Felonia să găsească un cristal rar ce va asista la relele ei. Sky Rocker primește cântecul greșit și acesta devine o mare senzație, ceea ce duce la Felonia răpindu-l pe Sky și un grup de extratereștri iubitori de muzică (cunoscuți ca „The Zoomies”) ajutând-o pe Judy. Între timp, Elroy și Astro o urmăresc pe Judy în timp ce aceasta este fugărită de răufăcători din spațiu și George se duce să își caute fiica.

## Legături externe
- Rockin' Roll cu Judy Jetson la Internet Movie Database
- Rockin' Roll cu Judy Jetson Arhivat în 17 ianuarie 2013, la archive.ph Error: unknown archive URL la Big Cartoon Database